# Mathurapati Fulbari
Mathurapati Fulbari (nep. मथुरापाटी फूलबारी) – gaun wikas samiti w środkowej części Nepalu w strefie Bagmati w dystrykcie Kavrepalanchok. Według nepalskiego spisu powszechnego z 2001 roku liczył on 861 gospodarstw domowych i 4565 mieszkańców (2363 kobiet i 2202 mężczyzn).